# Цегельський Лонгин Михайлович
Лонги́н Цеге́льський  (старий варіант написання імені — Льонґин) (29 серпня 1875, Кам'янка-Струмилова, Королівство Галичини та Володимирії, Австро-Угорщина — 13 грудня 1950, Філадельфія, Пенсільванія, США) — український громадсько-політичний діяч, дипломат, адвокат, журналіст, видавець.

## Життєпис

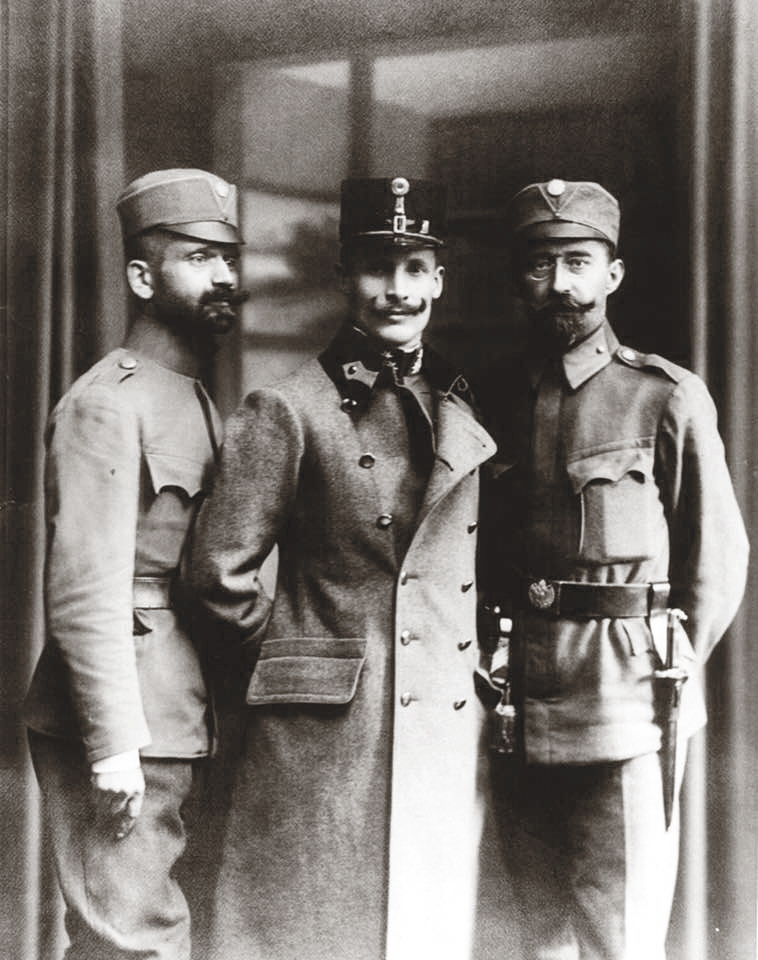
Старшини УГА Іван Боберський, Михайло Волошин і Лонгин Цегельський, 1918 рік.

Нащадок двох давніх священичих родів Цегельських та Дзеровичів, син священника Михайла Цегельського і Анізії Дзерович Лонгин Цегельський народився у Кам'янці-Струмиловій (тепер Кам'янка-Бузька Львівської області).
З 1886 року навчався в Академічній гімназії у Львові. У 1894 вступив на юридичний факультет Львівського університету.
У 1898 його скерували до Відня на правничо-адміністративну практику при міністерстві закордонних справ, звідки незабаром його делегували на рік до австрійського посольства в Стокгольмі. Після повернення у Львів захистив докторську дисертацію з міжнародного права.
З 1898 — член літературної секції наукового гуртка «Академічної громади». Був одним з активних учасників українського студентського руху, організатор з'їзду українських студентів у Львові (1899), один з ініціаторів студентських виступів у Львівському університеті (1901) та селянських страйків у Галичині (1902).
У 1899—1902 рр. був членом проводу молодіжної організації «Молода Україна» та одним з редакторів журналу «Молода Україна». Таємний провід, який складався з 10 осіб, започаткував боротьбу за українізацію Львівського університету та один з перших кинув клич боротьби за самостійну Україну.
Після закінчення університету та захисту докторату деякий час займається адвокатською діяльністю, та згодом покидає її і цілком присвячує себе журналістській і громадсько-політичній діяльності.
4 березня 1905 одружився з Ольгою Дуткевич, відомою в той час піаністкою.
Підтримував тісні зв'язки з Миколою Міхновським, видав у Львові його брошуру «Самостійна Україна» (1900). Належав до провідних діячів Української національно-демократичної партії, входив до її керівних органів. У 1907—1908 — видавець і відповідальний редактор газети «Діло», редагував газету «Свобода», у 1915-18 — «Українське слово», відповідальний редактор «Літературно-наукового вісника». У 1901 вийшла з друку його брошура «Русь-Україна і Московщина-Росія», що мала широкий суспільний резонанс (була видана «Просвітою» 3-ма накладами і поширена не тільки на Західній Україні, а на Надніпрянщині)
Член Головної управи товариства «Сокіл», входив у Надзірну раду товариства «Дністер».
На загальних виборах до австрійського парламенту в 1908 році доктор Лонгин Цегельський був обраний заступником посла — львівського адвоката, доктора Генрика Ґабля (від 60-го сільського змішаного округу (Бучач, Підгайці, Монастириська, Вишнівчик) після його смерті в 1909 році заступив на його місце як посол у парламенті. На виборах 1911 року д-р Л. Цегельський здобув мандат по Ярославській окрузі (округ № 67 Радимно — Любачів — Ярослав — Сенява — Порохник — Чесанів), перемігши графа Тарновського (під час першого туру посли не були обрані, оскільки набрали менше половини голосів). У 1913 році його обрали послом до Галицького сейму від Бібрецького повіту. В австрійському парламенті став секретарем української парламентської репрезентації, активно працював у комісії закордонних справ. Як член цієї комісії їздив з дипломатичними місіями, зокрема в 1914 р. був у складі австро-угорської дипломатичної місії в Стамбулі, Софії, Бухаресті.

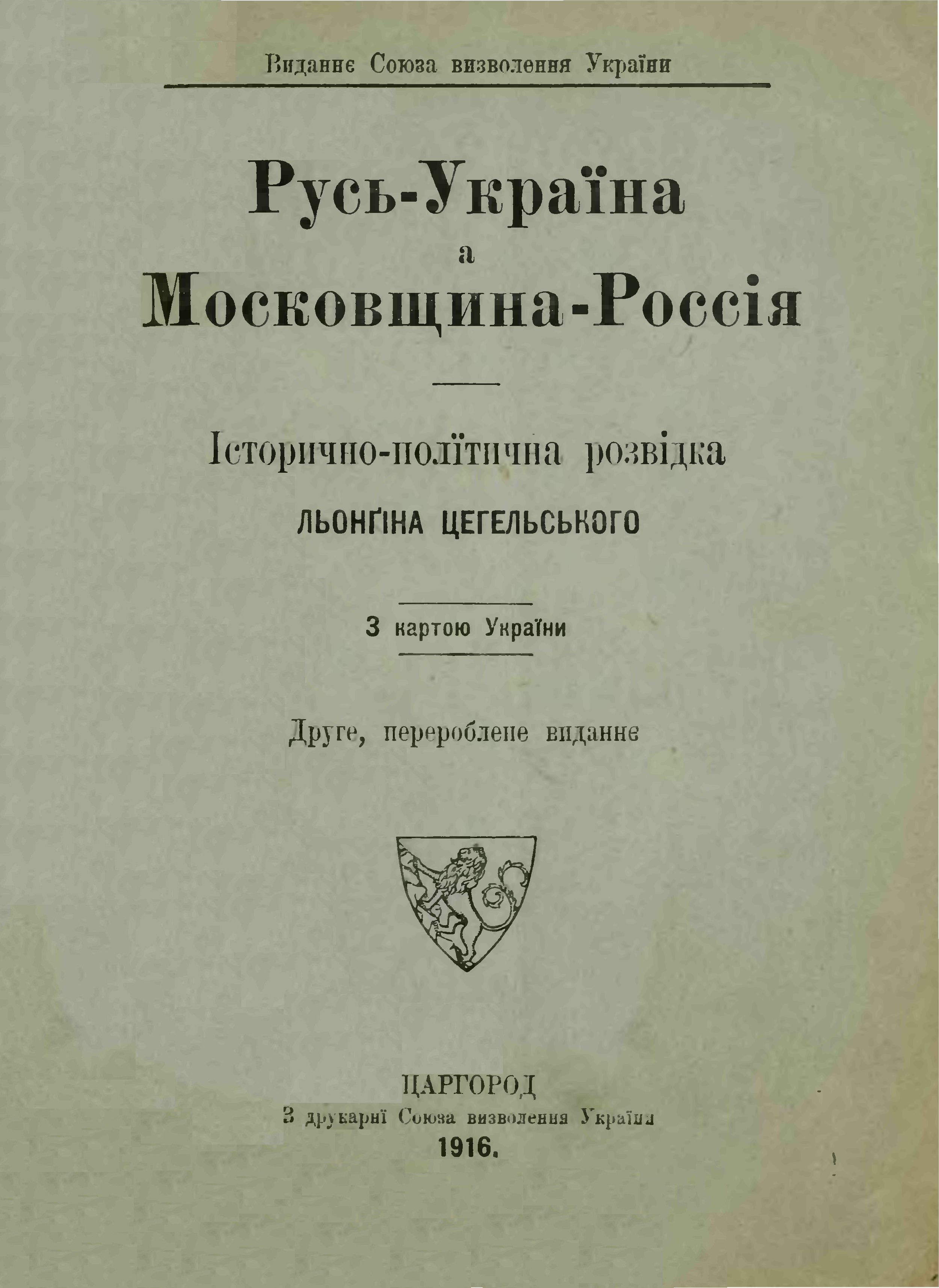
Обкладинка книги «Русь — Україна а Московщина — Россія. Історично-політична розвідка Льонґіна Цегельського.»

У Стамбулі Цегельський брав участь у декількох зустрічах з турецьким прем'єр-міністром Енвер-пашею. Одним з наслідків цих зустрічей було перевидання у Стамбулі його праці — «Русь-Україна і Московщина-Россія» (Її планували нелегально пересилати з пропагандисткою метою на Наддніпрянську Україну). Лонгин Цегельський також брав участь у дипломатичних поїздках до Берліна і Стокгольма. Очевидно, завдяки цьому в 1914 році в Стокгольмі виходить його книжка «Ukraina sveriges beriglombda bundsforvani» («Україна — колишня шведська союзниця», 180 сторінок), а в 1915 р. у Берліні — праця «Die grossen politischen Aufgaben des Krieges im Osten und die ukrainische Frage».
Ім'я Лонгина Цегельського згадується в «Талергофському альманаху» (Львів, 1925), що видавався Талергофським Комітетом, де його звинувачують у тому, що він брав участь у 2-у віденському суді, за результатами якого були засуджені на смерть, але потім помилувані 24 громадські діячі Галичини — москвофіли

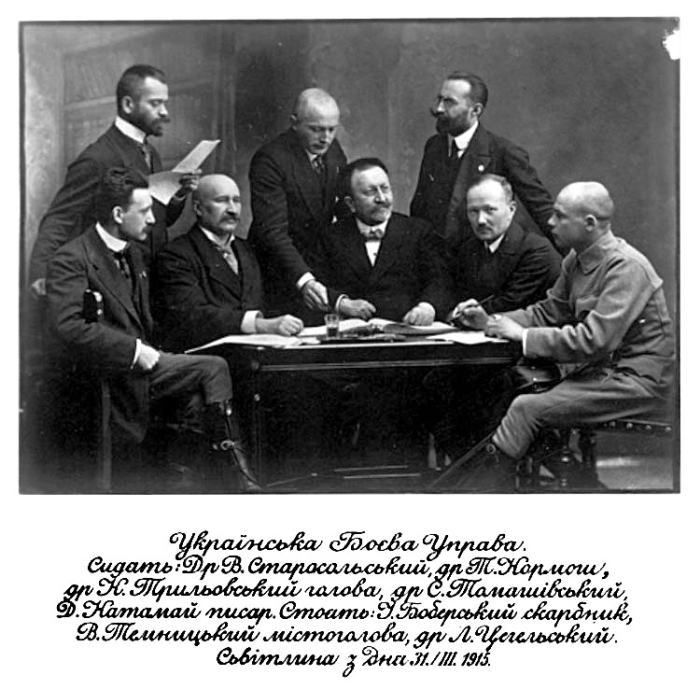
Бойова управа. 31 березня 1915 р. Відень. Сидять (зліва направо): доктори В. Старосольський, Т. Кормош, К. Трильовський (голова), С. Томашівський, Д. Катамай (писар). Стоять: І. Боберський (скарбник), В. Темницький, доктор Л. Цегельський (заступ. голови).

У 1914—1918 роках був членом усіх провідних українських організацій у Галичині — Головної української ради, Загальної української ради, Бойової управи УСС, Союзу визволення України.
18 жовтня 1918 року ввійшов до складу Української національної ради ЗУНР-ЗОУНР.
Входив до складу делегації (також Кость Левицький, о. Олександр Стефанович, Сидір Голубович, Іван Кивелюк, Степан Баран) для перемовин 31 жовтня 1918 року з австрійським намісником Галичини генералом К.Гуйном щодо вимоги передати владу ЗУНР. Брав активну участь у підготовці і організації першолистопадового перевороту 1918 року у Львові. В момент утворення першого галицького уряду 9 листопада 1918 року д-р Л.Цегельський стає державним секретарем (міністром) внутрішніх справ ЗУНР. Після відставки голови уряду Костя Левицького, на цю посаду Українська Національна Рада призначила С.Голубовича, якому доручили сформувати новий уряд. З 4 січня 1919 року Лонгин Цегельський у новому уряді обіймає посаду керівника Секретаріату закордонних справ ЗУНР.
30 листопада 1918 до Фастова прибула делегація ЗУНР на чолі з Цегельським, яка провела переговори із діячами Директорії. Галичани підписали протокол про об‘єднання УНР і ЗУНР, також угоду про допомогу Галицькій армії матеріалами і озброєнням.
1 грудня 1918 разом з Д.Левицьким підписав у Фастові від імені Української Національної Ради ЗУНР-ЗОУНР передвступний договір з Директорією УНР про об'єднання ЗУНР і УНР в єдину Українську державу. Автором тексту цього договору був Лонгин Цегельський. У складі делегації брав участь в урочистому проголошенні злуки ЗУНР з УНР та в роботі Трудового конгресу України.
22 січня 1919 призначений заступником міністра зовнішніх справ Української Народної Республіки. Того ж дня Лонгин Цегельський зачитав та передав грамоту Національної Ради «Про об'єднання Західноукраїнської Народної Республіки з Великою Східною Україною» голові Директорії Володимиру Винниченку, під час урочистого проголошення Злуки на Софіївській площі у Києві.
Завдяки знанням іноземних мов і досвіду дипломатичної діяльності Лонгин Цегельський очолював переговори з усіма місіями і представниками з-за кордону. Однією з найважливіших місій була місія від Мирної конференції на чолі з французьким генералом, маркізом де Бертелемі. Переговори не увінчались успіхом, оскільки Національна Рада не прийняла умов перемир'я, запропонованих генералом Бертелемі. Л.Цегельський, який вважав за потрібне прийняти умови перемир'я, щоб забезпечити суверенітет хоч над якоюсь територією і отримати визнання держав Антанти, виступив із різкою незгодою і тому 13 лютого 1919 року подав у відставку.
У 1920—1921 рр. — представник уряду ЗУНР у США. У статусі посла Лонгин Цегельський намагався залучити кількох американських і канадських фінансистів (у Нью-Йорку та Монреалі), які могли б надати капітал уряду Галицької Республіки у формі позики, що забезпечувалась би випуском державних облігацій «Позички Національної Оборони». Планувалося, що облігації могли б бути придбані українською діаспорою в США та Канаді, а також, можливо, місцевими інвесторами. Однак знайти таких інвесторів не вдалося, і єдиним варіантом залишилася реалізація фінансового плану власними силами. В галицькому уряді виникли сумніви щодо спроможності Цегельського вести фінансові справи й для допомоги йому скерували уповноважених для цього осіб. 31 травня 1921 року до США вирушила Галицька фінансово-торгівельна місія у складі Луки Мишуги та Роберта Березовського для здійснення фінансової позики. 1 липня 1921 року у Вашингтоні за адресою 1901 Columbia Road[en] було офіційно відкрито дипломатичне представництво Галицької Республіки. 10 грудня 1921 року Цегельський рапотово подав у відставку та самовільно повернувся до Відня.
Узимку 1921–1922 років Євген Петрушевич викликав Цегельського до Відня, де оголосив про спеціальне дипломатичне доручення – поїхати до Японії. Мета цієї поїздки залишається невідомою. Після повернення Цегельський вирушив до Вашингтона. У США він не мав постійного місця роботи та заробітку. У Нью-Йорку Л. Цегельський редагував часопис «Український Вістник», а потім переїхав до Філадельфії, де працював спочатку редактором часопису «Шлях», а в 1943—1950 рр. — редактором популярного часопису «Америка». У Філадельфії в 1937 р. він видав монографію під заголовком «Митрополит Андрей Шептицький». Спричинився до створення Українського Конґресового Комітету Америки, З'єдиненого Українсько-Американського Допомогового Комітету, Літературно-Мистецького Клюбу в Філадельфії.
Помер 13 грудня 1950 року у Філадельфії, у своєму робочому кабінеті. Похований на цвинтарі Факс-Чейз.

## Вшанування
Постановою № 184-VIII Верховної Ради України від 11 лютого 2015 року 140 років з дня народження відзначатиметься на державному рівні.
У Львові існує вулиця Лонгина Цегельського.
19 квітня 2023 року у місті Краматорськ вулицю Акмолінську перейменували на вулицю Лонгина Цегельського.

## Твори
- Цегельський Л. Русь-Україна і Московщина. — Львів. 1901.
- Цегельський Л. Русь-Україна а Московщина-Россія. — Царгород, 1916. [Архівовано 18 січня 2018 у Wayback Machine.]
- Цегельський Л. Проч з куриями! Проч з панованєм панів! Нехай живе загальне, безпосередне, рівне і тайне право голосування.— Львів, 1905.
- Цегельський Л. Що чувати з виборчою реформою? Проєкт бар. Гавча, що з ним діє ся та що руским хлопам чинити. — Львів, 1906.
- Цегельський Л. Звідки взяли ся і що значать назви «Русь» і «Україна». — Вінніпег, 1917. [Архівовано 13 вересня 2014 у Wayback Machine.]
- Цегельський Л. Звідки взяли ся і що значать назви «Русь» і «Україна»? — Львів, 1907.
- Цегельський Л. Страйкові права або чи вільно страйкувати? — Львів, 1903.
- Цегельський Л. Проч зі шляхоцьким соймом! Проч з куриями: Жадаємо загального рівного безпосереднього і тайного виборчого права до сойму. — Львів,
- Цегельський Л. За що ведеся виборча борба? — Львів, 1913.
- Цехелски Л. Не освободителка, а потисница на народитъ (Как Русия «освобождава» Украина). — Софія, 1914.
- Цехелски Л. Украинството нъмска интрига, ли е? — Софія, 1915.
- Цегельський Л. З чого виникла війна та що вона нам може принести. — Відень, 1915.
- Цегельський Л. Самостійна Україна. — Відень, 1915.
- Цегельський Л. Самостійна Україна. // Пам'яткова книжка Союза визволення України Календар на 1917 рік. — Відень, 1917.
- Цегельський Л. Від леґенди до правди. — Нью-Йорк — Філадельфія, 1960.
- Цегельський Л. Після 573 літ прірви // Український прапор № 23-25. — Відень, 1 листопода 1919.
- Цегельський Л. До питання про орієнтацію // Український прапор № 5. — Відень, 20 січня 1920.
- Цегельський Л. Як це було? Спогади з часу повстання української держави // Український вістник № 4. — Нью-Йорк, 1927.
- Цегельський Л. Памяти Евгена Петрушевича // Америка № 128-134. Філадельфія, 1940.
- Цегельський Л. Як воно по правді було // Америка. — Філадельфія, 1936—1937.
- Цегельський Л. Як то справді було на Першого Листопада // Америка. — Філадельфія, 7 листопада 1947.
- Цегельський Л. Той, хто очолив Листопадове Діло // Америка. — Філадельфія, 5 грудня 1955.
- Цегельський Л. Від леґенд до правди. Уривки зі споминів про події в Україні, зв'язані з Першим Листопадом 1918 р. // Америка. — Філадельфія, грудень 1959 — квітень 1960.
- Цегельський Л. Від леґенд до правди. — Нью-Йорк — Філадельфія, 1960.
- Цегельський Л. Про підготовку повстання // Батьківщина № 11-12(1732). — лист.-груд.1990.
- Цегельський Л. Митрополит Андрій Шептицький. Короткий життєпис і огляд його церковно-народної діяльності. — Філадельфія, 1937.
- Цегельський Л. Митрополит Андрій Шептицький. Короткий життєпис і огляд його церковно-народної діяльності. — Львів, 1995.